# Unió Cívica Radical
La Unió Cívica Radical (Unión Cívica Radical en castellà) o UCR és un partit polític de l'Argentina fundat el 26 de juny de 1891 per Leandro N. Alem. Va governar el país en diverses ocasions, amb les presidències d'Hipólito Yrigoyen, Marcelo Torcuato de Alvear, Arturo Frondizi, Arturo Illia, Raúl Alfonsín i Fernando de la Rúa.
La UCR reuneix grups amb diverses ideologies, com el krausisme, el federalisme el liberalisme, el nacionalisme, el conservadorisme, el desarrotllisme, la socialdemocràcia i altres. S'ha caracteritzat per la seva ideologia defensora del laïcisme d'inspiració igualitària, amb arrels en el federalisme tradicional i l'autonomisme alsinista, i va ser partícip fonamental de la conquesta del sufragi universal i lliure masculí, a més de la instauració d'una democràcia liberal a la república. Durant el segle xx va ser una força política amb àmplia representativitat de les classes mitjanes. Des del 1996 pertany a la Internacional Socialista.

## Origen
El 1889 Argentina estava convulsionada per una greu crisi econòmica que s'havia perllongat per dos anys, causant una brusca caiguda dels salaris, desocupació i un seguit de vagues mai vist abans. La presidència del General Julio Argentino Roca (1880-1886) va ser succeïda per la del seu cunyat, Miguel Juárez Celman, el govern del qual es va caracteritzar per les denúncies de corrupció i autoritarisme; els seus opositors cridaven a aquesta gestió com l'Unicat.
L'1 de setembre de 1889 un grup de joves va organitzar un gran miting juvenil al Jardí Florida de la ciutat de Buenos Aires, on es va constituir la Unió Cívica de la Joventut, amb la finalitat d'aglutinar a l'ampli aspectre d'opositors al règim de Miguel Juárez Celman, sostingut per l'oficialista Partit Autonomista Nacional. El partit va ser presidit per qui apareixia com líder natural d'aquells joves, Francisco A. Barroetaveña, acompanyat per altres joves dirigents com Emilio Gouchón, Juan B. Justo, Martín Torino, Marcelo T. de Alvear, Tomás Le Breton, Manuel A. Montes de Oca, entre d'altres. La Unió Cívica de la Joventut va establir una relació honorària amb les personalitats polítiques que apareixien com referents d'una oposició dispersa, especialment Leandro Alem, Aristóbulo del Valle, Bartolomé Mitre, Pedro Goyena, Vicente Fidel López, Bernardo de Irigoyen, entre d'altres. El nou partit dels joves va sancionar llavors un programa que recordava el del Partit Republicà fundat per Alem i del Valle el 1877, i es va organitzar en clubs cívics parroquials.
El 13 d'abril de 1890, la Unió Cívica de la Joventut es va consolidar amb un gran acte al Frontó de Buenos Aires, on es va fundar un nou partit anomenat Unió Cívica. Fou escollit com a president Leandro N. Alem i va incloure a líders de les diferents tendències oposades a l'unicat de Juárez Celman, com Francisco A. Barroetaveña, els polítics catòlics José Manuel Estrada i Pedro Goyena, Aristóbulo del Valle, Bernardo de Irigoyen, Juan B. Justo, Lisandro de la Torre, i l'influent expresident i general Bartolomé Mitre.
Aquest mateix any de 1890, la Unió Cívica, dirigida per Leandro Alem i Bartolomé Mitre va encapçalar el 26 de juliol l'anomenada Revolució del Parc o Revolució del 90, un sagnant aixecament armat que va causar la caiguda del president Juárez Celman i el seu reemplaçament pel vicepresident Carlos Pellegrini.
La Unió Cívica es va constituir de forma orgànica en tot el país i per primer cop en la història política argentina va proclamar una fórmula presidencial per mitjà d'una convenció partidària. En efecte, la convenció nacional reunida a Rosario va consagrar com candidats a president i vicepresident a Bartolomé Mitre i Bernardo de Irigoyen. No obstant això, Julio Argentino Roca, astut líder de l'oficialista Partit Autonomista Nacional (PA), va acordar amb Mitre una fórmula "d'unitat nacional" entre ambdós partits, encapçalada pel mateix Mitre. En conèixer-se l'acord, el 16 d'abril de 1891, Leandro Alem es va oposar al mateix, desencadenant la ruptura de la Unió Cívica i el posterior retir de la candidatura de Mitre.
El 26 de juny de 1891 els seguidors d'Alem van constituir formalment la Unió Cívica Antiacordista, que canviaria el nom, el 2 de juliol, a Unió Cívica Radical. Per la seva banda, els seguidors de Mitre van formar la Unió Cívica Nacional.